# Monocle (revista)
Monocle es una revista británica especializada en estilos de vida.

## Generalidades
Fundada en 2007, incluye artículos sobre diseño, moda, calidad de vida, asuntos internacionales y cultura general.
Descrita por el periodista de CBC News Harry Forestell como "una combinación de Foreign Policy con Vanity Fair", la revista da una perspectiva globalista.
La edición anual Quality of Life proporciona un ranking de las 25 mejores ciudades del mundo; se ha convertido en un disparador de debates sobre mejoras urbanas.